# David Alan Grier
David Alan Grier (Detroit, Míchigan, 30 de junio de 1956), también conocido como «D. A. G.» o «DAG», es un actor y comediante estadounidense, conocido por su trabajo en el programa cómico de la Fox In Living Color.

## Primeros años
Grier nació en Detroit (Míchigan), hijo de Aretas Ruth (nacida Dudley) y William Henry Grier, psiquiatra y escritor, coautor del libro Black Rage (‘rabia negra’). Se graduó en Detroit en la escuela secundaria, en el Cass Tech y obtuvo un Bachelor of Arts de la Universidad de Míchigan, y un MFA de la Escuela de Arte Dramático de Yale. Inmediatamente después de graduarse, consiguió el papel de Jackie Robinson en un musical de Broadway de breve trayectoria: The First, dirigido por Martin Charnin y escrito por Joel Siegel.

## Después deIn Living Color
Grier tomó las riendas de un nuevo programa de comedia satírica y sketches titulado Chocolate News, desde el 15 de octubre hasta el 17 de diciembre de 2008.

## Otros trabajos
Participó en el elenco de la película Jumanji (1995), como Carl Bentley.
También en la película Arizona de 2018.

## Premios y distinciones
Festival Internacional de Cine de Venecia
| Año  | Categoría                 | Película | Resultado |
| ---- | ------------------------- | -------- | --------- |
| 1983 | Copa Volpi al mejor actor | Desechos | Ganador   |